# György Festetics

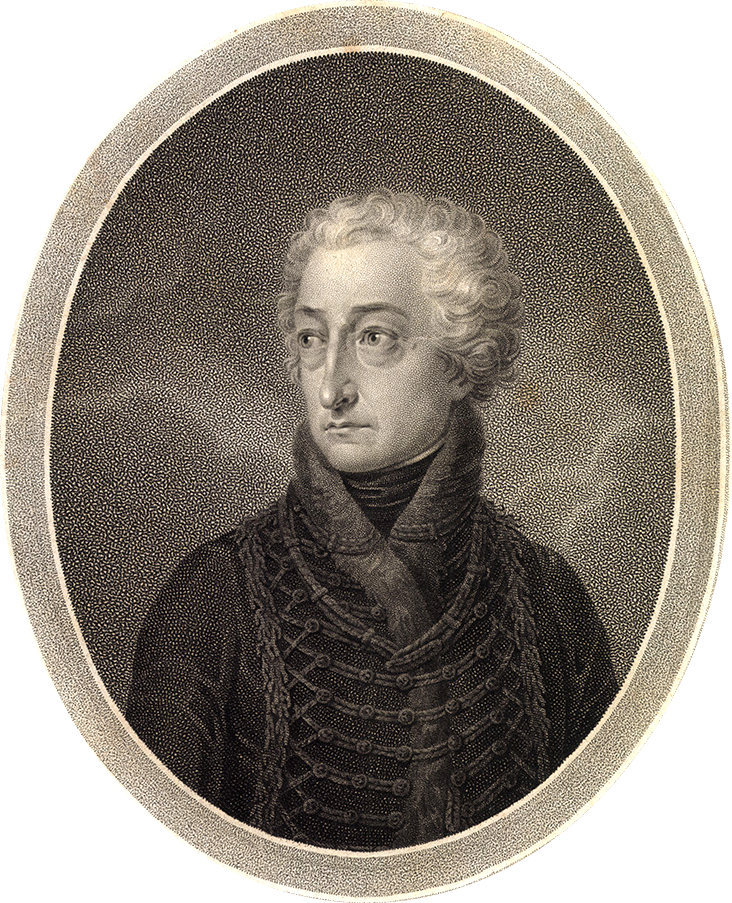
Le comte Georg Festetics de Tolna (1755–1819)

György Festetics (comte Georg Festetics de Tolna) (né le 1er janvier 1755 à Simaság; † 2 avril 1819 à Keszthely en Hongrie) est un reformateur agraire hongrois de la famille Festetics de Tolna, maison aristocratique d'origine croate.

## Biographie
Festetics, officier hongrois, présenta en 1790 avec quelques autres députés, un projet de réforme des unités hongroises devant la chambre haute de Royaume de Hongrie, concernant entre autres la langue dans laquelle les ordres seraient donnés ; l'initiative fut repoussée, et lui valut même quelques mois aux arrêts.
Libéré en 1791, il se retira sur ses terres et s'y consacra avec ardeur à l'argiculture. En 1797, il fonda à Keszthely la première école d'agronomie d'Europe, le Georgicon. Dix ans plus tard, il mit sur pied une école forestière, ainsi qu'une classe préparatoire pour ceux qui se destinaient à en suivre les cours. L’établissement a depuis été converti en musée.
Il fut élu en 1802 membre d'honneur de l’Académie des sciences de Göttingen.
En 1817, il organisa dans les jardins du château de sa ville natale les « Fêtes de l'Hélicon » (Helikon-Festspiele), rassemblant artistes et mécène de la scène culturelle hongroise de l'époque. Il entretenait d'étroites relations avec ses parents de Croatie et racheta en 1791 la seigneurie de Međimurje, dans le nord de la Croatie.
Sa sœur Julianna épousa Ferenc Széchényi.